# دايفيد دوك
دايفيد دوك (بالإنجليزية: David Doak) هو مهندس وعالم كيمياء حيوية بريطاني، ولد في 11 نوفمبر 1967.